# Нови Бор
Нови Бор (чеш. Nový Bor) град је у Чешкој Републици. Нови Бор је важан град управне јединице Либеречки крај, у оквиру којег припада округу Чешка Липа.

## Географија
Нови Бор је смештен у северном делу Чешке републике. Град се налази 100 км северно од главног града Прага, а од првог већег града, Либереца, 45 км западно.
Нови Бор налази се на прелазу између две историјске покрајине, Бохемије и Лужице. Град лежи на северу Средњочешке котлине, на приближно 360 м надморске висине.

## Историја
Подручје Новог Бора било је насељено још у доба праисторије. Насеље под данашњим називом први пут се у писаним документима спомиње у 1471. године, а насеље је 1757. године добило градска права. Тада су град и околина били махом насељени Немцима.
Године 1919. Нови Бор је постао део новоосноване Чехословачке. 1938. године Нови Бор, као насеље са немачком већином, је отцепљено од Чехословачке и припојено Трећем рајху у склопу Судетских области. После Другог светског рата месни Немци су се присилно иселили из града у матицу. У време комунизма град је нагло индустријализован. После осамостаљења Чешке дошло је до опадања активности тешке индустрије и до проблема са преструктурирањем привреде.

## Становништво
Нови Бор данас има око 12.000 становника и последњих година број становника у граду стагнира. Поред Чеха у граду живе Словаци и Роми.

## Галерија
- Трг мира, главни у граду
- Градска кућа Новог Бора
- Сабор рођења пресвете Богородице
- Здање градске поште

## Партнерски градови
- Priverno